# Pygmaena unistrigata
Pygmaena unistrigata är en fjärilsart som beskrevs av Embrik Strand 1941. Pygmaena unistrigata ingår i släktet Pygmaena och familjen mätare. Inga underarter finns listade.